# Деситиаты

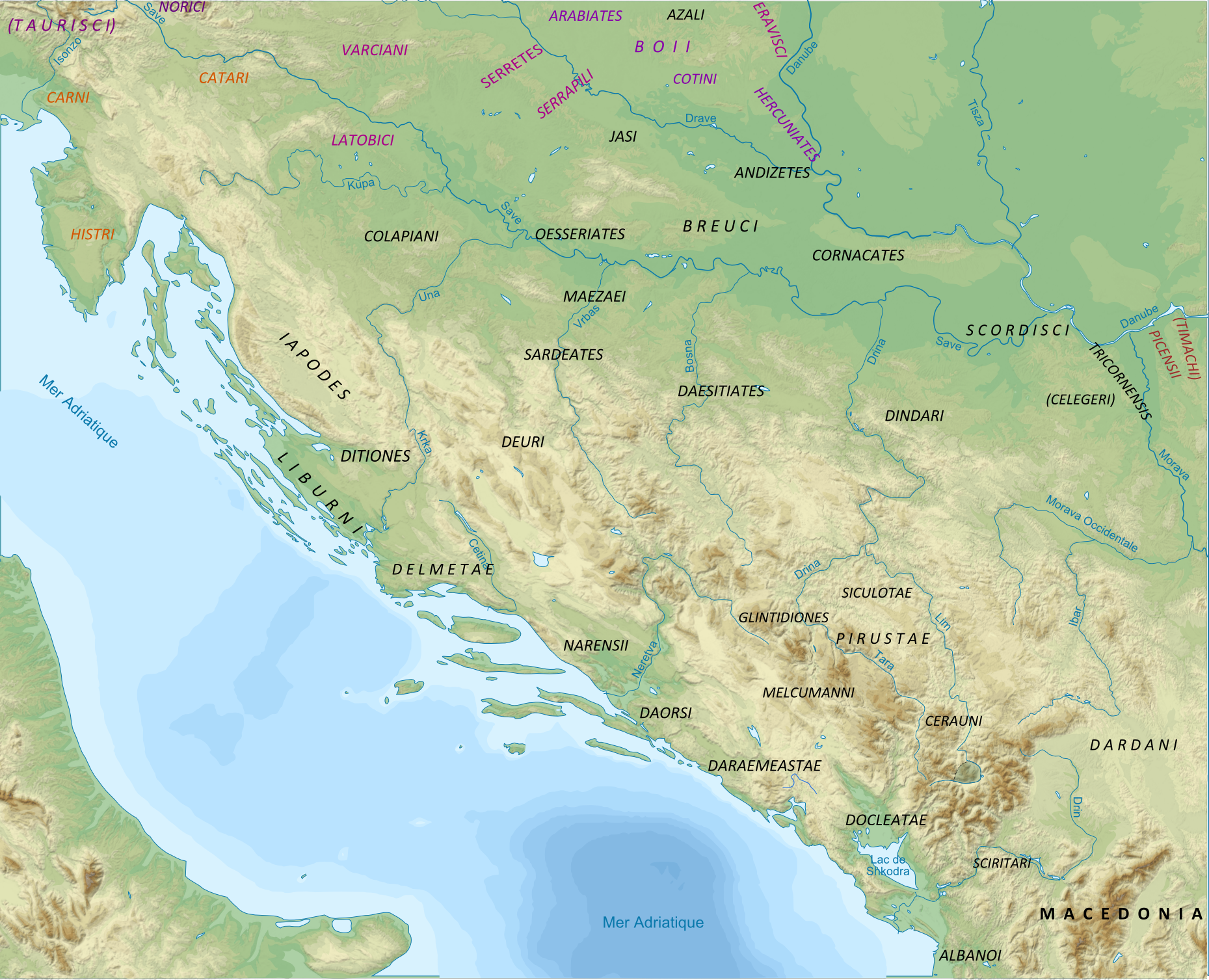
Карта, показывающая приблизительное расселение иллирийских (в том числе и паннонских) племен

Дезитиаты (лат. Daesitiates) жили на территории нынешней Центральной Боснии. Их имя упоминается во многих надписях римского времени. Не вызывает сомнений, что они были одним из основных компонентов иллирийской этнокультурной общности. Научный интерес к ним пробудился в XIX веке, однако, несмотря на богатый собранный археологический материал, многие вопросы истории дезитиатов остаются открытыми.

## Этимология
Этимология названия до сих пор не ясна. Оно может быть связано со словом dasa, употребляемом в южнославянских языках в значении хороший человек, или с албанским словом dash — баран. Последнее значение можно связать с овцеводством — одним из основных видов хозяйственной деятельности племени, и даже с воинственностью. Подобная аналогия применяется в одной из гипотез происхождения названия далматы (от албанского delme — овца).
Возможно, этимологию слова нужно искать в древнегреческом и латинском языках. Например, в древнегреческом языке dasos — лес, deisi — молитва, в латинском desido — поселение, desitus (мн. ч. — desino) — оставить.